# 蒼白大鮈鱥
蒼白大鮈鱥（学名：Macrhybopsis pallida）为輻鰭魚綱鯉形目雅羅魚科的其中一種，分布於北美洲美國阿拉巴馬州東南部和佛羅里達州西部狹長地帶的埃斯坎比亞河、黑水河和喬克塔哈奇河流域，棲息在沙石底質的溪流，體長可達5.2公分，生活習性不明。